# Bekoji
Pour l'ancien woreda, voir Bekoji (woreda).
Bekoji (ou « Bokoji ») est une ville d'Éthiopie située dans la zone Arsi de la région Oromia. Ancien centre administratif du woreda Bekoji puis du woreda Limuna Bilbilo, elle a 17 741 habitants en 2007 . Elle accède  récemment au statut de woreda.
Bekoji se trouve vers 2 800 m d'altitude. 
Elle est connue surtout en tant que ville natale d'un nombre hors du commun de coureurs de fond de niveau international, tels que :
- Derartu Tulu (1972), coureuse de fond double médaillée d'or aux Jeux Olympiques ;
- Kenenisa Bekele (1982), l'un des coureurs de fond les plus titrés, né dans la ville, et son frère Alemu Bekele ;
- Ejegayehu Dibaba (1982) ;
- Mestawet Tufa (1983) ;
- Tirunesh Dibaba (1985) ;
- Tariku Bekele (1987) ;
- Genzebe Dibaba (1991).

Cette singularité fait de Bekoji le sujet d'un documentaire britannique, Town of Runners (2012)[réf. souhaitée].